# Lograto
Lograto ist eine norditalienische Gemeinde (comune) mit 3798 Einwohnern (Stand 31. Dezember 2023) in der Provinz Brescia in der Lombardei. Die Gemeinde liegt etwa 15 Kilometer westsüdwestlich von Brescia.

## Verkehr
Durch die Gemeinde führt die frühere Staatsstraße 235 (seit 2001 Provinzialstraße) von Pavia nach Brescia.

## Persönlichkeiten
- Luigi Maifredi (* 1947), Fußballtrainer und -kommentator